# Lưỡi liềm vàng

Bản đồ các khu vực sản xuất heroin

Lưỡi liềm Vàng (tiếng Anh: The Golden Crescent) là tên được đặt cho một trong số hai khu vực sản xuất thuốc phiện trái phép lớn nhất thế giới và quan trọng của châu Á (khu vực kia là Tam giác Vàng), nằm ở vị trí nút giao giữa Trung Á, Nam Á và Tây Á. Khu vực này bao trùm lên phạm vi 3 quốc gia, Afghanistan, Iran và Pakistan, nơi mà vùng núi non bao quanh tạo thành hình lưỡi liềm.
Các số liệu ước tính về việc sản xuất heroin trong 10 năm trở lại đây của Cơ quan Liên Hợp Quốc về Ma túy và Tội phạm (United Nations Office on Drugs and Crime - UNODC) cho thấy sự thay đổi đáng kinh ngạc ở các vùng cung cấp nguồn thuốc phiện chính. Sản xuất heroin ở Đông Nam Á sụt giảm đáng kể, trong khi ở Tây Nam Á lại mở rộng. Trong năm 1991, Afghanistan đã trở thành nơi sản xuất thuốc phiện chính của thế giới, với sản lượng đạt 1,782 tấn (theo ước tính của Bộ Ngoại giao Hoa Kỳ), vượt qua Myanmar, quốc gia trước đó đã dẫn đầu thế giới về sản xuất thuốc phiện. Sự suy giảm nguồn thuốc phiện từ Myanmar là do các điều kiện phát triển không thuận lợi trong một vài năm và những chính sách mới cứng rắn của chính phủ nhằm triệt tận gốc nạn thuốc phiện. Sản xuất heroin tại Afghanistan gia tăng trong cùng khoảng thời gian, với một lần giảm đáng chú ý trong năm 2001 - lần giảm được cho rằng là kết quả của sắc lệnh của Taliban chống lại ngành sản xuất heroin. Hiện tại Afghanistan sản xuất hơn 90% lượng thuốc phiện không dùng trong chữa bệnh. Bên cạnh thuốc giảm đau có chứa thành phần thuốc phiện, Afghanistan cũng là nhà sản xuất thuốc lá (hashish) lớn nhất thế giới.

## Lịch sử

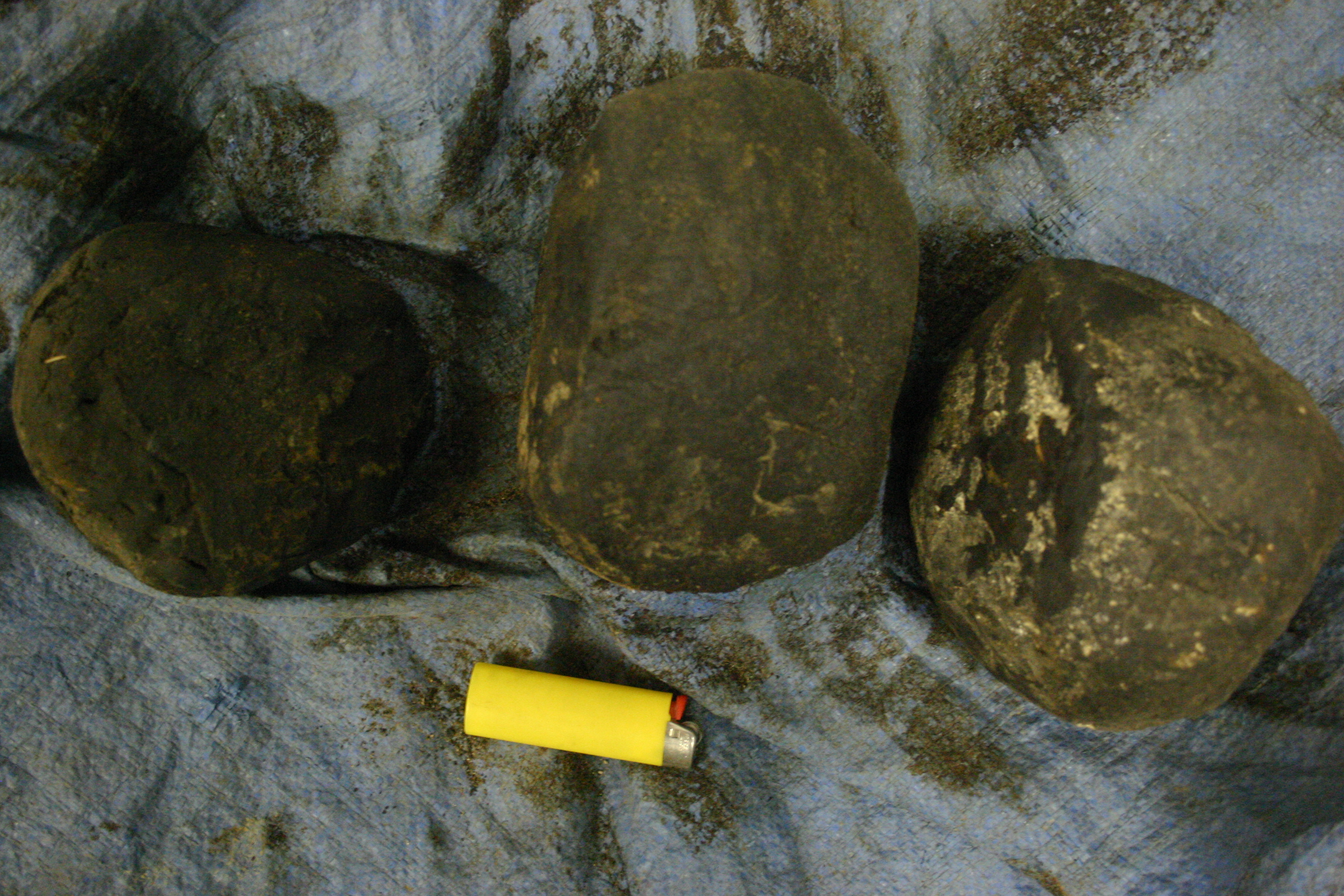
Thuốc phiện đen bị thu giữ tại Afghanistan, xuân năm 2005

Lưỡi liềm Vàng có lịch sử sản xuất thuốc phiện lâu dài hơn cả Tam giác Vàng của Đông Nam Á. Vùng Tam giác Vàng chỉ nổi lên như là khu vực sản xuất thuốc phiện của thời hiện đại trong những năm 1980, sau khi Lưỡi liềm Vàng đã tồn tại và đóng một vai trò tương tự từ những năm 1950. Tam giác Vàng bắt đầu có sức ảnh hưởng tới thị trường thuốc phiện và morphine vào những năm 1980 và đã tăng đều đặn sản lượng từ đó để đáp ứng nhu cầu đang tăng cao. Trong suốt cuộc tiến chiếm Afghanistan trong chiến tranh Afghanistan bắt đầu năm 2001 như là sự trả đũa của Hoa Kỳ và các đồng minh sau Sự kiện 11 tháng 9, sản xuất thuốc phiện của Lưỡi liềm Vàng chịu tác động mạnh, lượng sản phẩm giảm 90% so với năm 2000.
Sản xuất thuốc phiện của Lưỡi liềm Vàng đạt mức đỉnh điểm năm 2007, khi khu vực này đã sản xuất hơn 8,000 trong tổng số gần 9,000 tấn thuốc phiện của toàn thế giới, gần như độc quyền. Lưỡi liềm Vàng cũng chi phối thị trường nhựa gai dầu bằng sản lượng dầu rất cao (145 kg/ha), cao gấp bốn lần Maroc (36 kg/ha). Lưỡi liềm Vàng cũng phục vụ một thị trường rộng lớn hơn Tam giác Vàng đến 64%. Nó sản xuất và phân phối hơn 2,500 triệu tấn dược phẩm từ thuốc phiện tới châu Phi, châu Âu, châu Mỹ và Trung Á và đáp ứng nhu cầu của gần 9,5 triệu người sử dụng trên toàn cầu.
Mặc cho những nỗ lực bắt giữ và tịch thu thuốc phiện trên phạm vi toàn thế giới, số lượng thu giữ được chỉ chiếm 23.5% tổng lượng sản phẩm ước tính được tiêu thụ khắp toàn cầu. Khoảng 97% số vụ bắt giữ thuốc phiện và morphine được thực hiện tại Trung Đông và số vụ tịch thu heroin được thực hiện hầu hết ở Trung Đông hay châu Âu. Ở Afghanistan, chỉ 1% số lượng heroin xuất khẩu trái phép bị chặn đứng và tiêu hủy bởi chính quyền. Dù Afghanistan là nơi sản xuất chủ yếu ở khu vực Lưỡi liềm Vàng, hầu hết số vụ truy bắt diễn ra tại Iran, giáp Afghanistan về phía đông. Điều này là do các đối tượng vận chuyển bị bắt khi đang băng qua biên giới từ Afghanistan sang Iran để từ đó tuồn hàng tới châu Âu và châu Phi, những nơi có nhu cầu về thuốc phiện cao. Đa phần những đối tượng vận chuyển ma túy sản xuất ở Lưỡi liềm Vàng bị bắt giữ ở các chốt hải quan Trung Đông là người Nga, Uzbekistan và Tajikistan. Ở Pakistan, phần lớn các đối tượng bị bắt giữ mang quốc tịch Nigeria (38%) và Pakistan (32%).
Những đối tượng  này, rất cần thiết đối với việc vận chuyển ma túy từ nơi sản xuất tới tay khách hàng, kiếm được những khoản rất hời bởi tính chất rủi ro cao của công việc. Theo một phỏng đoán, trên 1 triệu người hiện tại đang có liên quan tới những đường dây vận chuyển ma túy. Đa số thuốc phiện được chiết xuất ở Afghanistan có nguồn gốc từ thành phố Kandahar và tỉnh Helmand, trong đó chủ yếu từ Helmand. Trong số 5,300 tấn thuốc phiện sản xuất tại Afghanistan, 2,700 tấn được chuyển thành heroin. Năm 2008, hầu hết một nửa số heroin sản xuất ra được sử dụng ở Iran. Và mặc dù Afghanistan là nhà sản xuất hàng đầu, chỉ 7% sản phẩm làm ra được tiêu thụ tại đây.

## Các thị trường
Tuy lượng heroin của Tam giác Vàng chiếm ưu thế ở các thị trường buôn bán ma túy trái phép tại châu Á, Lưỡi liềm Vàng đang dần trở thành nguồn cung cấp ma túy bất hợp pháp cho vùng phía đông của Trung Quốc, đặc biệt là nơi có đường biên giới giáp ranh với Lưỡi liềm Vàng - Khu tự trị Tân Cương.

## Liên quan
- Sản xuất thuốc phiện tại Afghanistan
- Tam giác Vàng